# Jevgenyija Jevgenyjevna Vologyina
Jevgenyija Jevgenyjevna Vologyina (cirill betűkkel: Евгения Володина, Kazany, Szovjetunió, 1984. szeptember 23. –) orosz szupermodell.

## Karrierje
Munkássága 14 évesen, 1998-ban kezdődött, amikor egy castingügynökséghez nyert felvételt, de csak 2000-ben figyeltek fel különleges vonásaira, amikor a párizsi Supreme Management leszerződtette modelljei közé. A munka Párizsba szólította, ahol Vologyna megkezdte karrierjét. 2002-ben Steven Meisel divatfotóssal együttműködve szerepelt az olasz Vogue magazinban, amely fotósorozat által nemzetközileg is felfigyeltek rá. Még ez évben részt vett a Gucci kampányában a szintén orosz Natalia Vodianovával, illetve ő nyitotta és zárta az említett divatház 2002-es őszi-téli kollekciójának bemutatóját Milánóban.
Azt követően olyan nagy magazinok dolgoztak vele együtt mint a Vogue, a Harper's Bazaar, a Vanity Fair, az i-D, a Numéro, vagy például az Elle, illetve szerepelt a Bloomingdale’s, a Louis Vuitton, a Neiman Marcus, a Kenzo, a Hermès és a Victoria’s Secret katalógusaiban is, de foglalkoztatta már az Escada, a Bvlgari, a Bill Blass, a Versace, a Valentino, Zac Posen, Salvatore Ferragamo, a Fendi, a Chanel, Dolce & Gabbana, Oscar de la Renta, Jean Paul Gaultier, Vittadini, Ann Taylor, Elie Tahari, a Biotherm, a Thierry Mugler, és a Céline is kampányaikban. Kifutómodellkedett Alberta Ferretti, Alexander McQueen, Anna Sui, a Balenciaga, a Balmain, a Blumarine, Bottega Veneta, Calvin Klein, a Céline, a Chanel, a Chloé, Christian Dior, Diane von Fürstenberg, Dolce & Gabbana, Donna Karan, DSquared², Emanuel Ungaro, Emilio Pucci, az Etro, a Fendi, a Givenchy, a Gucci, a Hermès, Jean-Paul Gaultier, Jil Sander, a Kenzo, a Lanvin, a Loewe, Louis Vuitton, Marc Jacobs, Max Mara, Michael Kors, a Missoni, a Miu Miu, a Moschino, Nina Ricci, a Prada, Proenza Schouler, Ralph Lauren, Roberto Cavalli, Salvatore Ferragamo, Sonia Rykiel, Stella McCartney, a Valentino, a Versace, Viktor & Rolf, és Yves Saint Laurent számára.
Felmerült, hogy ő lesz a Dior J'adore Dior nevű parfümének új arca, de végül a vezetők továbbra is Carmen Kasst választották, de ugyanabban az évben szerződtette le az Yves Saint Laurent kozmetikai szekciója, illetve később Valentino Valentino V. illatának, valamint  az Eres fehérnemű kollekciójának lett az arca. 2005-ben a Pirelli az éves naptárjában lehetett látni Adriana Lima és Julia Stegner oldalán.
Volodina 2002-ben, 2003-ban, 2005-ben és 2007-ben dolgozott együtt a Victoria’s Secrettel. 2005-ben az említett márka Russian Babes témájú showját ő nyitotta meg.
A Marie Claire-nek adott interjújában nyilatkozta, hogy belsőépítészetet tanul Párizsban. Volodina késői munkáit a spanyol Elle-vel, az ukrán Harper's Bazaarral, és az orosz Numéroval végezte. 2014-ben részt vett a Sergeenko tavaszi haute couture divatbemutatóján, illetve az Irfe kampányában vett részt.
2017-ben visszatért a Balmain őszi-téli kollekciójának divatbemutatóján a párizsi divathéten, de többnyire visszavonultan él. Több modellügynökségekhez van leszerződtetve, mint a barcelonai Uno Models, a brüsszeli IMM Bruxelles, a koppenhágai Elite Model Management, a hamburgi Modelwerk, a montreali Public Image Management, és a stockholmi MP Stockholmhoz.

## Fordítás
Ez a szócikk részben vagy egészben  az   Eugenia Volodina című angol Wikipédia-szócikk fordításán alapul.  Az eredeti cikk szerkesztőit annak laptörténete sorolja fel. Ez a jelzés csupán a megfogalmazás eredetét és a szerzői jogokat jelzi, nem szolgál a cikkben szereplő információk forrásmegjelöléseként.